# José Pasqual de Bonanza y Soler de Cornellá
José Pasqual de Bonanza y Soler de Cornellà (Alacant, 21 d'agost de 1834 - Madrid, 22 de maig de 1892) fou un aristòcrata, militar i polític valencià, XVIII baró de Griñó.

## Biografia
Era fill de María Rafaela Soler de Cornellà y Saavedra i de Miguel Mariano Pascual de Bonanza Roca de Togores, alcalde d'Alacant. Assolí el grau de general d'artilleria i era destinat a Cuba quan esclatà la revolució de 1868. Proper al Partit Moderat, fou elegit diputat pel districte de Berga a les eleccions generals espanyoles de 1876 i 1881. Va fer costat a les demandes d'unitat nacional arran la promulgació de la Constitució Espanyola de 1876 i deixà l'escó quan fou destinat a Pinar del Río (Cuba) com a comandant general, càrrec del qual cessà el 1880 per motius de salut.
Abandonà l'escó novament el gener de 1883 quan fou nomenat comandant general de Ceuta, càrrec que deixà l'octubre de 1884 quan fou nomenat comandant de la segona divisió de l'exèrcit a Aragó. Després fou adscrit a les Capitanies Generals de València (1887) i Puerto Rico (1889), alhora que formava part també de la Junta Superior Consultiva de Guerra.